# Caliadne
En la mitología griega, Caliadne o Caliadna es una náyade del río Nilo, presumiblemente una de las hijas del dios-río Nilo. Fue una de las mujeres de Egipto, al que dio  doce hijos: Euríloco, Fantes, Perístenes, Hermo, Drías, Potamón, Ciseo, Lixo, Imbro, Bromio, Políctor y Ctonio. Estos hijos se casaron con las hijas de su hermana Polixo, y ellas los mataron.